# NGC 3656
NGC 3656 = Arp 155 ist eine irreguläre Galaxie vom Hubble-Typ I0? im Sternbild Großer Bär am Nordsternhimmel. Sie ist schätzungsweise 132 Millionen Lichtjahre von der Milchstraße entfernt und hat einen Durchmesser von etwa 60.000 Lichtjahren. 
Halton Arp gliederte seinen Katalog ungewöhnlicher Galaxien nach rein morphologischen Kriterien in Gruppen. Diese Galaxie gehört zu der Klasse Galaxien mit innerer Absorption.
Die Supernovae SN 1963K (Typ Ia) und SN 1973C wurden hier beobachtet.
Das Objekt wurde am 14. April 1789 von Wilhelm Herschel entdeckt.